# Páros műkorcsolya az 1964. évi téli olimpiai játékokon
Az 1964. évi téli olimpiai játékokon a műkorcsolya páros versenyszámát január 29-én rendezték. Az aranyérmet a szovjet Ljudmila Belouszova–Oleg Protopopov-páros nyerte. A versenyszámban nem vett részt magyar páros.
1966-ban a Nemzetközi Olimpiai Bizottság megfosztotta a német  Marika Kilius–Hans-Jürgen Bäumler-párost az ezüstéremtől, mivel már az olimpia előtt szerződést kötöttek egy jégrevüvel, pedig ebben az időszakban még csak amatőrök indulhattak az olimpián, így a mögöttük végző kanadai és amerikai páros 1-1 helyezéssel előrébb lépett az olimpiai dobogón. 1987-ben az NSZK olimpiai bizottsága kezdeményezésére végül visszaadta a NOB a németek érmeit, de a többi – módosított – helyezést is helyben hagyta.

## Végeredmény
Kilenc bíró pontozta a versenyzőket. A pontok alapján a bírók mindegyikénél külön-külön kialakult egy sorrend, ez egy helyezési pontszámot is jelentett. A végeredmény a következő kritériumok alapján alakult ki:
1. „Többségi helyezések száma”. Az a versenyző végzett előrébb, akit a bírók többsége előrébb rangsorolt. A bírók többsége azt jelentette, hogy a legjobb 5 helyezést adó bíró helyezési pontszámait vették figyelembe, de ha az 5. bíró helyezésével még volt azonos helyezés, akkor az(oka)t is figyelembe vették. Ezt az adatot tartalmazza az oszlop. (Pl. a „6×3+” azt jelenti, hogy a versenyző 6 bírónál az első 3 hely valamelyikén végzett.)
2. „Többségi helyezések összege” (a figyelembe vett bírók helyezési pontszámainak összege)
3. „Helyezések összege” (az összes bíró helyezési pontszámainak összege)
4. „Pont” (az összes bíró által adott összpontszám)

| Helyezés | Versenyzők                                                              | Helyezési pontszámok bírónként | Helyezési pontszámok bírónként | Helyezési pontszámok bírónként | Helyezési pontszámok bírónként | Helyezési pontszámok bírónként | Helyezési pontszámok bírónként | Helyezési pontszámok bírónként | Helyezési pontszámok bírónként | Helyezési pontszámok bírónként | Több. hely. száma | Több. hely. össz. | Hely. össz. | Pont  |
| Helyezés | Versenyzők                                                              | 1                              | 2                              | 3                              | 4                              | 5                              | 6                              | 7                              | 8                              | 9                              | Több. hely. száma | Több. hely. össz. | Hely. össz. | Pont  |
| -------- | ----------------------------------------------------------------------- | ------------------------------ | ------------------------------ | ------------------------------ | ------------------------------ | ------------------------------ | ------------------------------ | ------------------------------ | ------------------------------ | ------------------------------ | ----------------- | ----------------- | ----------- | ----- |
| Arany    | Szovjetunió (URS)-1 · Ljudmila Belouszova · Oleg Protopopov             | 2,0                            | 2,0                            | 2,0                            | 1,0                            | 2,0                            | 1,0                            | 1,0                            | 1,0                            | 1,0                            | 5×1+              | 5,0               | 13,0        | 104,4 |
| Ezüst    | Egyesült Német Csapat (EUA)-1 · Marika Kilius · Hans-Jürgen Bäumler     | 1,0                            | 1,0                            | 1,0                            | 3,0                            | 1,0                            | 2,0                            | 2,0                            | 2,0                            | 2,0                            | 8×2+              | 12,0              | 15,0        | 103,6 |
| Ezüst    | Kanada (CAN)-1 · Debbi Wilkes · Guy Revell                              | 4,0                            | 5,0                            | 4,0                            | 2,0                            | 4,5                            | 3,0                            | 4,0                            | 3,0                            | 6,0                            | 6×4+              | 20,0              | 35,5        | 98,5  |
| Bronz    | Egyesült Államok (USA)-1 · Vivian Joseph · Ronald Joseph                | 3,0                            | 3,0                            | 3,0                            | 4,0                            | 4,5                            | 4,0                            | 5,0                            | 5,0                            | 4,0                            | 6×4+              | 21,0              | 35,5        | 98,2  |
| 5.       | Szovjetunió (URS)-2 · Tatyjana Zsuk · Alekszandr Gavrilov               | 6,0                            | 6,0                            | 5,0                            | 9,0                            | 3,0                            | 6,0                            | 3,0                            | 4,0                            | 3,0                            | 5×5+              | 18,0              | 45,0        | 96,6  |
| 6.       | Svájc (SUI)-1 · Gerda Johner · Rüdi Johner                              | 5,0                            | 7,5                            | 7,0                            | 7,5                            | 7,0                            | 5,0                            | 6,0                            | 6,0                            | 5,0                            | 5×6+              | 27,0              | 56,0        | 95,4  |
| 7.       | Egyesült Államok (USA)-2 · Judianne Fotheringill · Jerry Fotheringill   | 7,0                            | 7,5                            | 8,0                            | 5,0                            | 12,0                           | 7,0                            | 9,0                            | 7,0                            | 7,0                            | 5×7+              | 33,0              | 69,5        | 94,7  |
| 8.       | Egyesült Államok (USA)-3 · Cynthia Kauffman · Ronald Kauffman           | 8,0                            | 4,0                            | 11,0                           | 6,0                            | 9,0                            | 8,0                            | 11,0                           | 9,0                            | 8,0                            | 5×8+              | 34,0              | 74,0        | 92,8  |
| 9.       | Csehszlovákia (TCH)-1 · Agnesa Wlachovská · Peter Bartosiewicz          | 9,0                            | 10,0                           | 10,0                           | 7,5                            | 13,0                           | 9,0                            | 7,5                            | 8,0                            | 10,0                           | 5×9+              | 41,0              | 84,0        | 91,8  |
| 10.      | Csehszlovákia (TCH)-2 · Milada Kubíková · Jaroslav Votruba              | 10,0                           | 13,0                           | 9,0                            | 14,0                           | 8,0                            | 14,5                           | 7,5                            | 10,0                           | 11,0                           | 5×10+             | 44,5              | 97,0        | 88,9  |
| 11.      | Egyesült Német Csapat (EUA)-2 · Brigitte Wokoeck · Heinz-Ulrich Walther | 12,5                           | 9,0                            | 6,0                            | 12,0                           | 11,0                           | 12,0                           | 10,0                           | 14,0                           | 17,0                           | 6×12+             | 60,0              | 103,5       | 88,8  |
| 12.      | Ausztria (AUT)-1 · Gerlinde Schönbauer · Wilhelm Bietak                 | 11,0                           | 11,0                           | 12,0                           | 15,5                           | 6,0                            | 14,5                           | 14,0                           | 12,0                           | 12,0                           | 6×12+             | 64,0              | 108,0       | 87,7  |
| 13.      | Egyesült Német Csapat (EUA)-3 · Margit Senf · Peter Göbel               | 12,5                           | 16,0                           | 13,0                           | 17,0                           | 10,0                           | 13,0                           | 12,0                           | 11,0                           | 9,0                            | 5×12+             | 54,5              | 113,5       | 87,9  |
| 14.      | Kanada (CAN)-2 · Faye Strutt · Jim Watters                              | 14,0                           | 12,0                           | 15,5                           | 10,5                           | 16,0                           | 10,5                           | 13,0                           | 16,0                           | 15,0                           | 5×14+             | 60,0              | 122,5       | 85,3  |
| 15.      | Ausztria (AUT)-2 · Ingeborg Strell · Ferdinand Dedovich                 | 15,0                           | 15,0                           | 15,5                           | 10,5                           | 15,0                           | 17,0                           | 15,0                           | 13,0                           | 13,0                           | 7×15+             | 96,5              | 129,0       | 83,6  |
| 16.      | Kanada (CAN)-3 · Linda Ward · Neil Carpenter                            | 16,0                           | 14,0                           | 14,0                           | 13,0                           | 14,0                           | 10,5                           | 16,0                           | 15,0                           | 16,0                           | 6×15+             | 65,5              | 128,5       | 84,2  |
| 17.      | Svájc (SUI)-2 · Monique Mathys · Yves Ällig                             | 17,0                           | 17,0                           | 17,0                           | 15,5                           | 17,0                           | 16,0                           | 17,0                           | 17,0                           | 14,0                           | 9×17+             | 147,5             | 147,5       | 81,5  |